# Caça furtiva

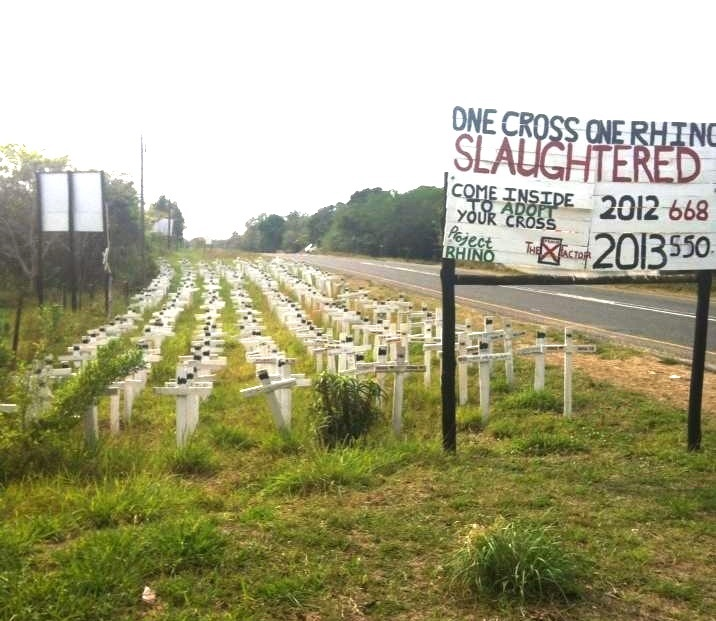
Memorial de rinocerontes mortos por caçadores furtivos na África do Sul

Caça furtiva ou furtivismo é tradicionalmente definida como caça ilegal, morte, ou captura de animais selvagens, em coutadas ou espaços vedados e protegidos por lei.
Até o século XX, muitos camponeses caçavam furtivamente como forma de subsistência a fim de suplementar dietas pobres. Deve-se salientar que roubar animais domésticos é classificado como roubo e não como caça furtiva.
Desde os anos 80, o termo «furtivismo» também tem sido utilizado para designar a recolha ilegal de bens naturais, como espécies vegetais ou recursos minerais. 
Em 1998 cientistas da University of Massachusetts Amherst propuseram contrapões a um uso racional de recursos naturais renováveis, incluindo a coleta de animais selvagens com a intenção de possuir, transportar, consumir ou vender e usar partes de seu corpo. Eles consideraram a caça furtiva como uma das maiores ameaças à sobrevivência de plantas e animais. Biólogos conservacionistas consideram a caça furtiva como tendo um efeito devastador na biodiversidade, dentro e fora de unidades de conservação, dado que a queda das populações localmente podem influenciar a funcionalidade de todo o ecossistema.

## Enquadramento jurídico
O furtivismo consubstancia um ilícito típico, de cariz público, previsto e punido pela legislação portuguesa, no artigo 30.º da Lei 173/99, cognominada Lei da Caça, sob a epígrafe «Crimes contra a preservação da fauna e das espécies cinegéticas». A factispécie deste normativo recai sobre aqueles que pratiquem a caça fora de terrenos legalmente próprios para o efeito (terrenos cinegéticos) ou em terrenos cinegéticos, mas sem a devida autorização legal, e ainda sobre aqueles que pratiquem actos cinegéticos proibidos, como por exemplo a destruição de luras, tocas e madrigueiras.
O dispositivo legal deste normativo prevê uma sanção penal de pena de prisão até 6 meses ou 100 dias de multa.